# Celle
Celle (pronunciación en alemán: /ˈt͡sɛlə/ⓘ) es una ciudad alemana, capital del distrito homónimo en el estado de Baja Sajonia. La ciudad se sitúa a orillas del río Aller, afluente del Weser, y tenía en el año 2011 una población de 69 972 habitantes. Constituye la entrada meridional al brezal de Luneburgo; cuenta con un palacio, el palacio de Celle construido en estilo renacentista y barroco, y una pintoresca ciudad vieja (Altstadt) con más de 400 casas de entramado de madera, haciendo de Celle uno de los hitos principales de la ruta alemana de arquitectura de entramados.
Entre 1378 y 1705 Celle fue la residencia oficial de la rama de Luneburgo de los duques de Brunswick-Luneburgo (Casa de Welf), expulsada de su sede ducal original por la población de la ciudad.

## Historia

### Edad Media
Celle fue mencionada por primera vez en un documento de 985 d. C. como Kiellu (que significa Fischbucht o 'bahía de pesca'). Se le concedió el derecho de acuñar y distribuir sus propias monedas (Münzrecht)  durante el siglo XI y varias monedas se han encontrado en el tesoro Sandur en las islas Feroe. En 1292 el duque Otón II el Estricto (1266-1330) de la casa de Welf, que gobernó el Principado de Luneburgo desde 1277 hasta 1330, dejó el asentamiento de Altencelle, que tenía defensas en forma de una muralla circular (la Ringwall von Burg) desde el siglo X, y fundó un asentamiento rectangular en el actual castillo (Burg) a unos 4 kilómetros al noroeste. En 1301 concedió a Celle sus privilegios de la ciudad, y en 1308 se inició la construcción de la iglesia de la ciudad.
En 1378 Celle se convirtió en Residenz —la ciudad donde residen los soberanos gobernantes— de los duques de Sajonia-Wittenberg y, en 1433, los príncipes de Luneburgo se instalaron en el palacio (Schloss). El palacio ducal estaba situado en un triángulo entre el río Aller y su afluente, el Fuhse. En 1433 se construyó un foso que conectaba ambos ríos, convirtiendo el centro de la ciudad en una isla. En 1452, el duque Federico el Piadoso de Luneburgo fundó un monasterio franciscano. En 1464 el monopolio del comercio del grano generó una mejora económica para la ciudad.

### Edad Moderna

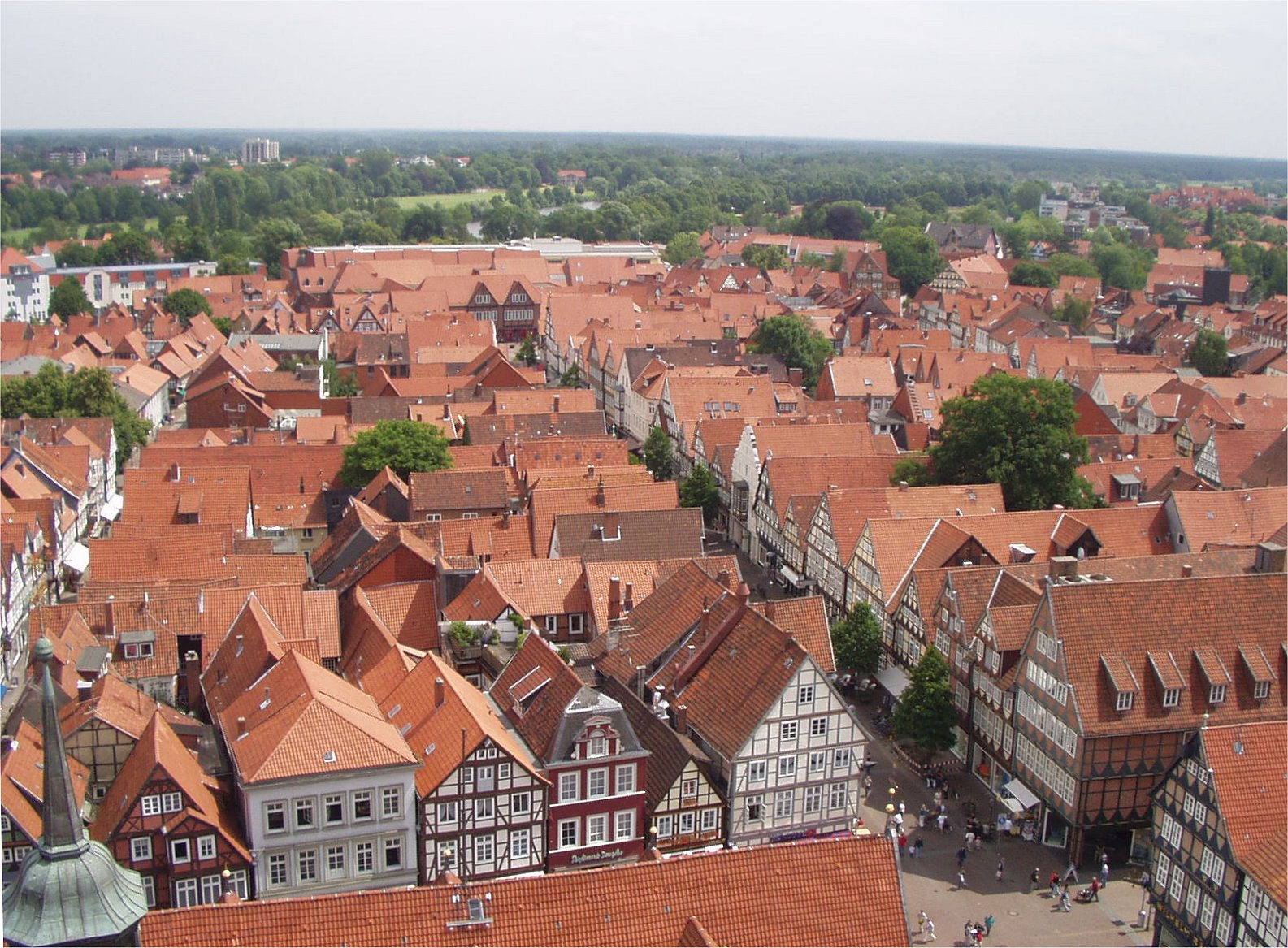
Vista aérea de Celle.

En 1524 la Reforma protestante se introdujo en Celle. En 1570 el duque Guillermo el Joven construyó la capilla del castillo, que fue consagrada en 1585. Desde 1665 hasta 1705 Celle experimentó un auge cultural como Residencia bajo Jorge Guillermo de Brunswick-Luneburgo. Esto se ha debido especialmente a su esposa francesa, Eleonore d'Olbreuse, que trajo a los hermanos cristianos hugonotes y arquitectos italianos a Celle. Durante este tiempo se modelaron los jardines al estilo francés e italiano y se construyó el teatro barroco dentro del palacio.
En 1705 murió el último duque de la línea de Brunswick-Luneburgo y Celle y el principado de Luneburgo pasó de nuevo a la línea de Hannover de la Casa de Welf. A modo de compensación por la pérdida de su condición de ciudad residencial, se crearon numerosas instituciones administrativas en Celle, como el Tribunal Superior de Apelación (Oberappellationsgericht), la prisión y la yeguada, con lo que comenzó a desarrollarse un centro administrativo y judicial. Incluso hoy en día el Tribunal de Seguridad del Departamento Social de Baja Sajonia-Bremen y el Tribunal Superior responsable de la mayor parte de Baja Sajonia, entre otros, tienen su sede en Celle. También alberga una prisión (Celle Justizvollzugsanstalt) con una dependencia en Salinenmoor, a unos 12 km al norte del centro de la ciudad. No hay pruebas de que los ciudadanos de Celle hayan optado una vez —en una votación— por tener una prisión en Celle en lugar de una universidad, con el fin de proteger la virtud de sus hijas, pero esta anécdota se ha hecho famosa en el saber popular.
En agosto de 1714, Jorge I de Hannover, duque de Brunswick-Luneburgo, ascendió al trono británico (rey Jorge I). Desde entonces y hasta 1866, cuando la ciudad pasó a manos del reino de Prusia durante la guerra austro-prusiana como parte de la provincia de Hannover, Celle fue una posesión de la línea de Hannover británica.
En 1786 Albrecht Thaer fundó el primer Instituto alemán para ensayos agrícolas en los prados de Dammasch (hoy Jardín de Thaer). La Escuela Albrecht-Thaer hoy en día forma parte de un centro de formación profesional en el distrito de Altenhagen.

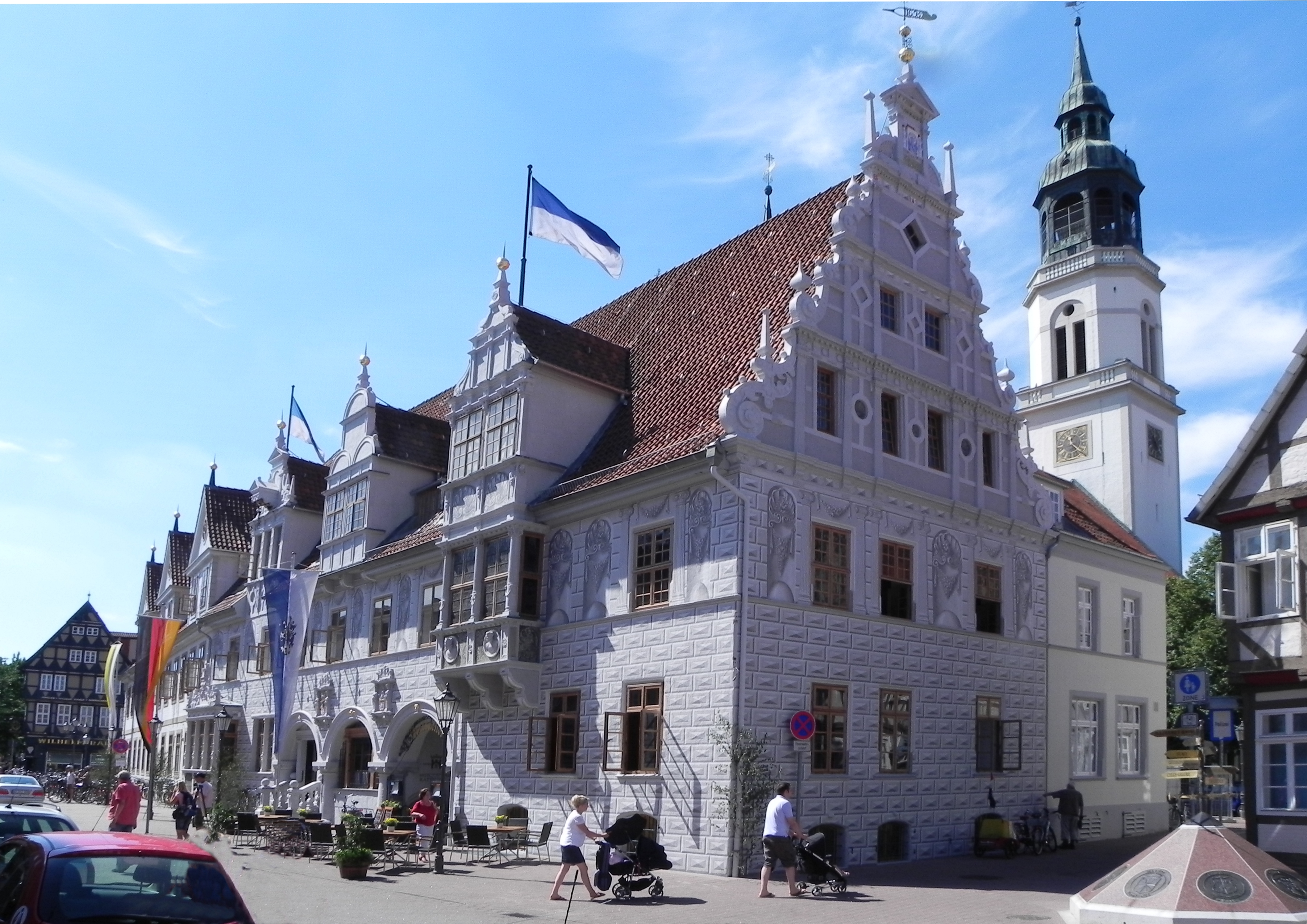
Antiguo Ayuntamiento.

### Presente
En 1842 se construyó el cuartel de los Dragones de Cambridge (Cambridge-Dragoner-Kaserne), para el regimiento homónimo, lleva el nombre del hanoveriano Virrey Duque Adolfo de Cambridge. Tras una ampliación en 1913 y la reconstrucción parcial después de un incendio en 1936, fue renombrado cuarteles Goodwood en 1945 y desde 1976 hasta 1996 sirvió para la Panzerbrigade 33 del Bundeswehr. En 1989 volvió a llamarse cuartel de los dragones de Cambridge, y a partir de entonces los terrenos albergan uno de los centros juveniles más grandes de Baja Sajonia.
De 1869 a 1872 se construyó un cuartel para el 77.º Regimiento de infantería, que también dio el nombre a la calle principal que pasa por delante. En 1938 pasó a llamarse Heidekaserne (cuartel del brezal). Después de la Segunda Guerra Mundial, el cuartel fue utilizado por las tropas británicas hasta el año 1993, cuando fue devuelto a las autoridades locales. En la actualidad, el nuevo ayuntamiento (Neue Rathaus) se encuentra en el edificio restaurado de ladrillo, y el resto de los terrenos se ha dedicado a viviendas y jardines.
Mala traducción maquinal

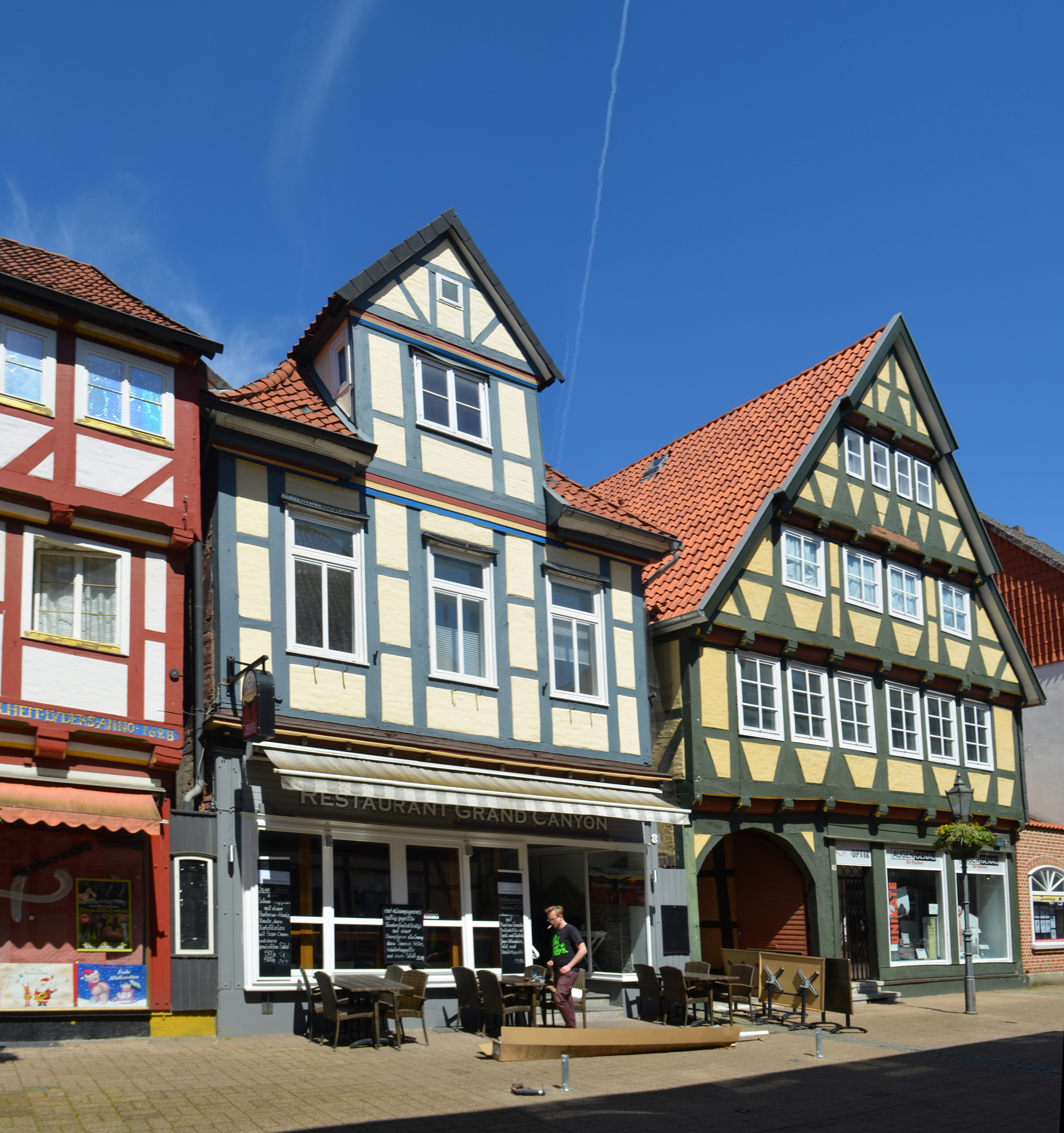
Calle típica en el centro histórico

En 1892 —con la ayuda de numerosas donaciones de ciudadanos— el actual Museo Bomann con sus importantes colecciones folklóricas y la historia de la ciudad fue fundada. En 1913, el alto Reloj de torre de 74 metros se construyó en la iglesia de la ciudad, su reloj sufrió una importante restauración en 2008. En la década de 1920 el seda molino fue construido. Se fusionó en 1932 con la de Peine para convertirse en el Seidenwerk Spinnhütte AG. Esta preocupación se expandió durante el era nazi en un centro de armamentos bajo el nombre de "Seidenwerk Spinnhütte AG". Una filial fundada en 1936, el "Mitteldeutsche Spinnhütte AG", que llevó a los preparativos de la guerra a través de sus sucursales en las ciudades alemanas centrales de Apolda, Plauen, Osterode, Pirna y Wanfried. Su único producto era de seda paracaídas que se necesitaba para los paracaidistas de la Spinnhütte Wehrmacht.
En septiembre de 1929 Rudolph Karstadt abrió una Karstadt tienda por departamentos en el centro de Celle, cuya fachada era idéntica a la de la tienda Karstadt en Hermanplatz del Berlín. La rama Celle fue demolida en la década de 1960 y sustituido por un nuevo edificio controvertido, cuyo apoyos de aluminio estaban destinados a representar de Celle estructura de madera de entramado de madera casas.

### Etapa nazi

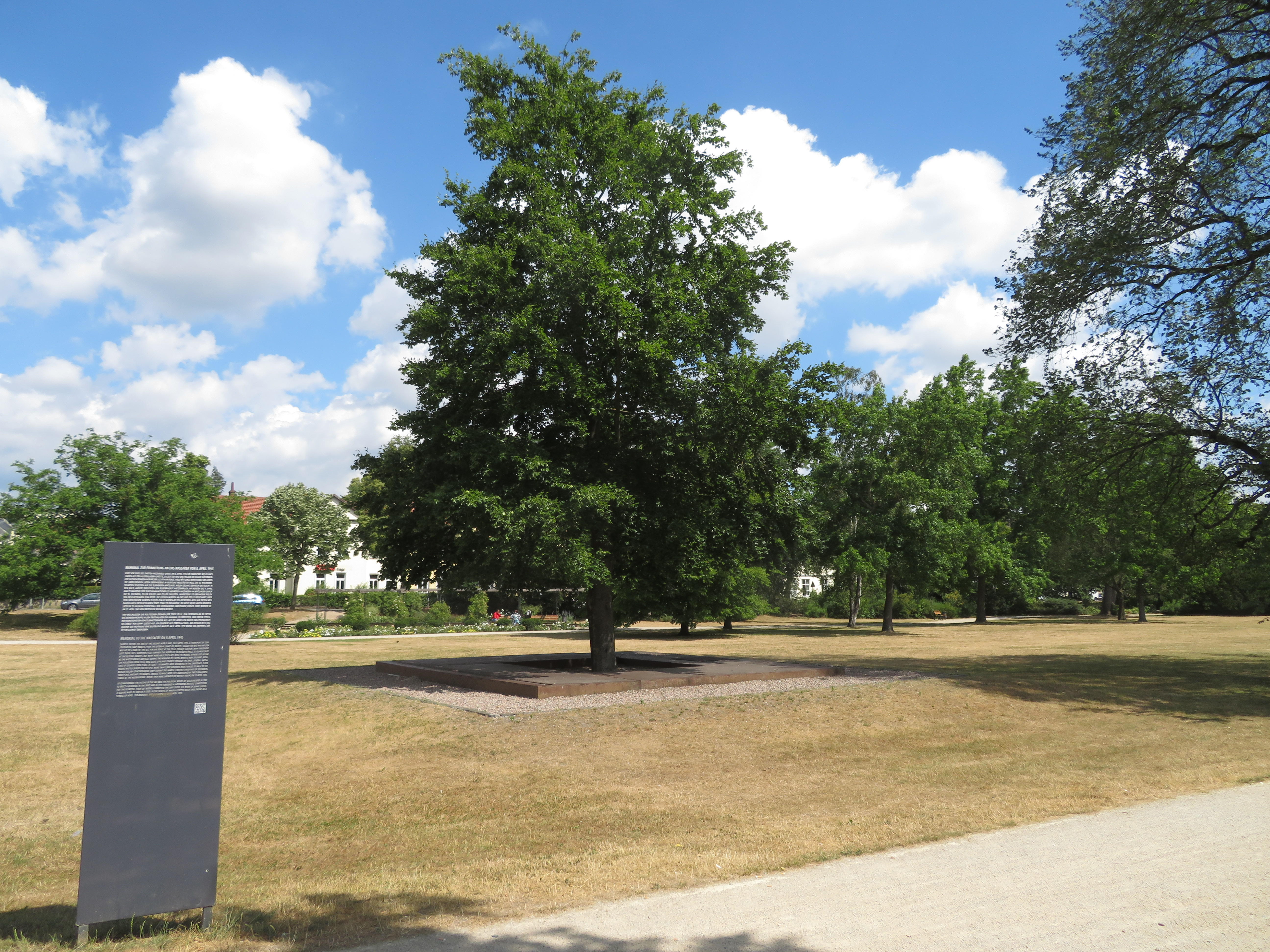
Memorial en Celle a las víctimas de la masacre de Celle

Durante la Kristallnacht, el Pogromo antijudío en la Alemania nazi en la noche del 9 al 10 de noviembre de 1938, la sinagoga en Celle se salvó de la destrucción total porque habría habido un riesgo para la fábrica de cuero adyacente y otras partes del casco histórico.
El 1 de abril de 1939, Altenhausen, Klein Hehlen, Neuenhäusen, Vorwerk y Wietzenbruch se incorporaron a Celle. El 8 de abril de 1945, un bombardeo aliado fue el único ataque grave a la ciudad durante la Segunda Guerra Mundial, resultando destruida  el 2,2% de la ciudad, especialmente las zonas industriales y la terminal de carga ferroviaria. Un tren que transportaba cerca de 4000 prisioneros al campo de concentración de Bergen-Belsen fue atacado en las inmediaciones. El ataque se cobró cientos de víctimas, pero algunos de los prisioneros lograron escapar hacia los bosques cercanos. Los guardias de las SS y ciudadanos de Celle participaron en la llamada 'Caza de liebres de Celle' (Celler Hasenjagd).[7] La 'caza' tuvo lugar el 10 de abril de 1945, se cobró varios cientos de muertos y representa el capítulo más oscuro en la historia de Celle.[8] El número exacto de víctimas no ha sido determinada. Varios de sus autores fueron posteriormente juzgados y condenados por este crimen de guerra. El 8 de abril de 1992 se inauguró un memorial a las víctimas de la masacre de Celle y se plantó un haya de la especie  Fagus sylvatica f. purpurea. El nombre alemán de esa especie de haya es "Blutbuche", lo que significa haya de sangre.
El 2,2% de Celle (67 casas) fue destruida en la Segunda Guerra Mundial, salvándose de una destrucción adicional al rendirse sin luchar ante el avance de las tropas aliadas el 12 de abril de 1945, de manera que el centro histórico y el palacio quedaron completamente intactos.

### Militar

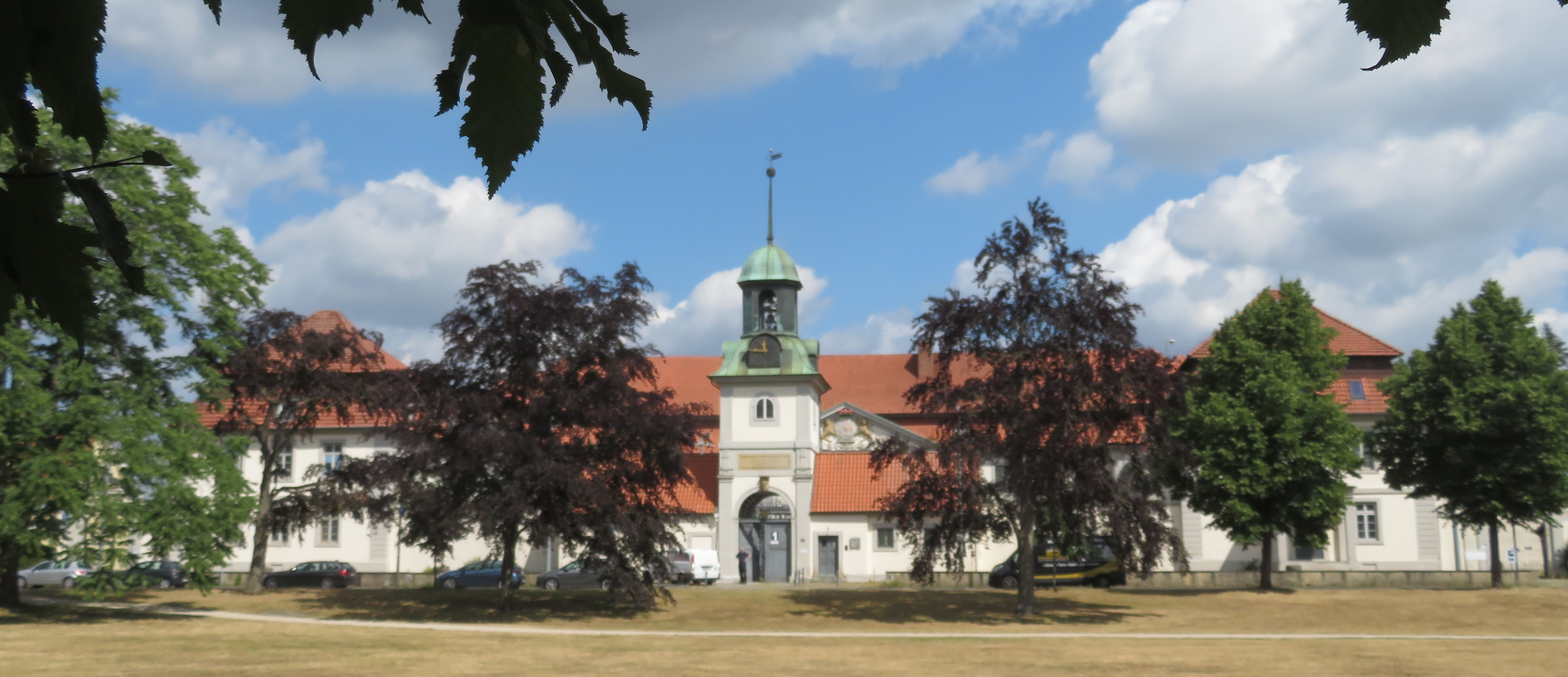
La cárcel que muchos tienen por un castillo

Durante el Tercer Reich, Celle fue una ubicación importante guarnición. Elementos de los regimientos  17.º y 73.º de infantería y  19.º artillería del regimiento  estaban en la ciudad. Celle fue también la sede de un comando militar del distrito y una oficina de registros militares.
Los diferentes cuarteles del ejército alemán (incluyendo el Freiherr von Fritsch cuarteles en Scheuen y el cuartel de Dragones Cambridge en la ciudad) fueron utilizados como sitios para la 33ª brigada acorazada alemana hasta la década de 1990. La Base Aérea de Celle (Immelmann cuartel) en el Distrito de Wietzenbruch es ahora el sitio del Centro de Formación de la Escuela de Aviación del Ejército y de la Cambridge Dragones Cuartel ahora se ha convertido en un centro cultural juvenil (CD-Kaserne).
El cuartel del ejército británico, que como la estación de Celle formó parte de Bergen-Hohne Garrison, fueron entregados a las autoridades alemanas el 5 de noviembre de 2012. Desde la Reunificación alemana, Celle ha perdido en gran medida su papel como una importante ciudad de la guarnición.

### Etapa de la posguerra
Después de la guerra de Celle aplica, junto con Bonn y Fráncfort del Meno, para convertirse en el asiento para el Consejo Parlamentario (Parlamentarischer rata), el cuerpo inmediatamente posterior a la guerra del gobierno en Alemania, más tarde sustituida por la de Alemania Occidental Bundestag. Al final, el privilegio fue a Bonn.
Los cuarteles de Trenchard en Celle fue el cuartel más modernos de Alemania durante la guerra, con las persianas entre las ventanas de doble cristal y otras características que se convirtió en un lugar común después. Las puertas de la bodega eran salas de ensayo para el número de internos de Belsen que podría ser gaseados. Cuando fue liberado el campo de concentración de Belsen Trenchard cuartel fue utilizado como hospital para los internos sobrevivientes que necesitaban su tratamiento. Más tarde se convirtió en el cuartel para el 1.er Batallón de la Brigada del Rifle.
El 1 de enero de 1973 Celle perdió su estatus como una ciudad independiente (Kreisfreie Stadt) y se convirtió en el municipio más grande en el nuevo distrito (Kreis) de Celle. También se convirtió en la ciudad más grande en la nueva región (Regierungsbezirk) de Luneburgo. Al mismo tiempo, las localidades de Ummern, Pollhöfen y Hahnenhorn se incorporaron en el Distrito de Gifhorn. Desde entonces, la parroquia de Hohne ha mirado después de seis pueblos (Hohne, Helmerkamp, Spechtshorn, Ummern, Pollhöfen y Hahnenhorn) en dos distritos rurales. La ciudad de Celle, también ha incorporado una serie de pueblos de los alrededores.
El 25 de julio de 1978 Un ataque con bomba puesta en escena fue hecha en la pared exterior de la prisión. Esto se atribuyó inicialmente en la Fracción del Ejército Rojo, pero más tarde se reveló haber sido perpetrado por los servicios de inteligencia de Baja Sajonia, el Verfassungsschutz. El incidente fue conocido como el agujero de Celle.
En 2004 la región de Lüneburg se disolvió junto con el resto de los distritos administrativos de Baja Sajonia. Celle es actualmente la duodécima ciudad más grande de Baja Sajonia.

## Lugares de interés

### Centro histórico
Celle posee una arquitectura medieval difícil de igualar, ya que su casco antiguo está perfectamente conservado, con calles adoquinadas y plazas con casas de entramados de madera. Una de las casas más conocidas es el Hoppenerhaus construida en 1532 con esculturas de madera en la fachada. El edificio más impresionante de la ciudad es el castillo fundado en 1530 y ampliado en un estilo barroco en el XVIII siglo. El teatro del castillo, el más antiguo de Alemania, fue inaugurado en 1674. El castillo se ubica en  el parque Schloßpark. El antiguo Ayuntamiento de Celle fue construido de arenisca entre 1561 y 1579 en un estilo renacentista.  La Stadtkirche, la iglesia más importante de Celle, es una iglesia protestante fundada en 1380 como una pequeña capilla gótica. Fue transformada en una impresionante iglesia barroca entre 1675 y 1698. Entre 1710 y 1731 fue construida una cárcel que se ubica en el oeste de la ciudad entre la estación ferroviaria y el casco histórico. Dado que fue construida en un típico estilo barroco muchos turistas la confunden con el castillo de Celle.